# تجركرمبناه آباد (مقاطعة إسلام آباد غرب)
تجركرمبناه‌آباد (بالفارسية: تجرکرم‌پناه‌آباد) هي قرية تقع في قسم شيان الريفي (مقاطعة إسلام آباد غرب) في إيران. يقدر عدد سكانها بـ 343 نسمة بحسب إحصاء 2016.